# Museu ao Ar Livre de Ferrovia Florestal
O Museu ao Ar Livre de Ferrovia Florestal em Janów Lubelski – o museu (museu ao ar livre de técnica) com sede nos arredores de Janów Lubelski. A instituição está conduzida pela Inspetoria florestal de Janów Lubelski.  
O Museu foi inaugurado em Outubro de 2000. Accumula monumentos técnicos, ligados com o funcionamento de Ferrovia Florestal nas Florestas de Janów que funcionou nos anos 1941-1984 no território das Florestas de Janów, numa roteiro entre Biłograj e a aldeia Lipa (distrito de Stalowa Wola). Ferrovia na última etapa (Lipa - Szklarnia) foi desmontada em 1988. Depois da fechada, uma parte de vagões foi exposta no terreno do repositório velho em Szklarnia, mas por causa da falta de supervisão os vagões foram devastados. Em 1999 a exposição foi transportada a Janów Lubelski, onde foi renovada pela Fundação da Ferrovia de Bitola estreita Polaca.
Como parte da exposição estão compartilhadas as locomotivas: locomotiva a vapor Las47 e locomotiva a diesel WLs50 como também os vagões: plataformas, carruagem (para os empregos), carro de carvão, cisterna, plataforma com limpa-neve e vagoneta. 
O Museu ao Ar Livre funciona todo ano, diariamente. A entrada é livre. 